# Urota
Urota este un gen de molii din familia Saturniidae. 

## Specii
Genul conține o singură specie, răspândită în Africa:
- Urota sinope (Westwood, 1849)